# Michel-Pierre Hamelet
Michel-Pierre Hamelet, né à La Ciotat le 9 février 1908 et mort à Verrières-le-Buisson le 18 septembre 2000, est un journaliste français du XXe siècle.
Michel-Pierre Hamelet (ou Michel-P. Hamelet) est le pseudonyme principal de Marius (ou Mario) Daniel. Il est aussi connu sous le pseudonyme de Pierre Forest dans les années 1930 et sous l'Occupation.

## Biographie
Il est le fils d'un métallurgiste des chantiers navals de La Ciotat.

### Entre-deux-guerres
Il aurait été instituteur avant de devenir journaliste. Il se lie à François Mauriac, qu'il rencontre une première fois en 1926 à Marseille, à l'occasion d'une conférence de ce dernier, alors qu'il travaille sur les quais, à 18 ans, et vient d'adhérer aux Jeunesses communistes,,. Dans la seconde moitié des années 1930, il accompagne Mauriac et certains de ses amis bohèmes dans leurs sorties parisiennes, écumant les bars. C'est aussi un ami du fils aîné de Mauriac, Claude Mauriac.
Il entre comme journaliste au Figaro en 1934, grâce à Mauriac, sous le pseudonyme de Michel-P. Hamelet. Il collabore aussi au périodique catholique centriste sinon progressiste Sept, sous le même pseudonyme. Il y mène dans cet hebdomadaire des enquêtes sur la présence communiste au sein des écoles normales d'instituteurs, nuancées, sur la charité, sur l'enseignement libre.
Parallèlement, il adhère au Parti social français (PSF) du colonel François de La Rocque et collabore à son périodique Le Flambeau et à son quotidien Le Petit Journal, racheté en 1937. Il y tient sous le pseudonyme de Pierre Forest la rubrique sociale, à la fois informative et militante,. Ses articles vantent l'idéologie sociale du PSF, héritée du catholicisme social et préconisant la collaboration entre les classes sociales, et dénoncent les communistes. Il s'intéresse au syndicalisme, celui des Syndicats professionnels français (SPF) liés au PSF et celui de la Confédération générale du travail (CGT), du moins à sa tendance anticommuniste groupée autour du périodique Syndicats de René Belin. Il présente ainsi un rapport sur le syndicalisme au congrès du PSF de 1937, vantant le « syndicalisme de conciliation » qu'il oppose au « syndicalisme de lutte de classes », le « syndicalisme de pacification sociale » dont il voit des représentants au sein de la CGT. Affirmant aussi que les lois sociales de 1936, celles du Front populaire, doivent être « améliorées, approfondies, élargies même », mais aussi que leur mouvement « doit être synchronisé avec le mouvement économique du pays » pour qu'elles deviennent « un instrument de libération des travailleurs français ». C'est lui qui publie l'interview de La Rocque dans Sept en février 1937 sur le programme du parti alors qu'il est lui-même l'un des auteurs de la partie sociale de ce programme. La Rocque et Forest y soulignent l'importance de la doctrine sociale de l'Église, ce qui ne fait pas pour autant du PSF un parti confessionnel. S'il se réjouit en 1939 du déclin de la « colonisation communiste » au sein de la CGT et de la fin de l'agitation communiste, il écrit : « Mais ne nous réjouissons pas du grignotage des lois sociales, de la mise en veilleuse des conventions collectives (...), de l'esprit de revanche d'une certaine partie du patronat ». 
Claude Mauriac écrit dans son journal le 4 décembre 1938 : 

« Marius Daniel m'entraine au Petit Journal de La Rocque, où il s'est fait une place importante sous le nom de Pierre Forest. (...) Forest et (Pierrat) forment l'extrême gauche d'un parti où il y a place aussi pour l'extrême droite. (...) Curieux de penser à l'époque où c'était moi qui défendais La Rocque devant Marius Daniel souriant, sceptique et lointain. (...) Je me le demandais tandis que Forest, au volant de sa petite voiture, essayait de me persuader que le PSF était le seul parti qui sauverait la France. »

 Il note aussi : « Je songe que Pierre Forest, ami de Maze, me disait l'autre jour vouloir rapprocher le PSF de la CGT ».
Il traite également de questions sociales dans les colonnes du Figaro. Des grèves de 1936, de la puissance de la CGT en 1936 et de l'importance en son sein des communistes. De la rupture entre communistes et anticommunistes au sein de la CGT et de la nécessité de la collaboration entre certains dirigeants de la CGT comme Georges Dumoulin ou Belin et le patronat .

### Sous l'Occupation
Il continue de travailler pour Le Petit Journal et pour Le Figaro, repliés en zone libre, le premier à Clermont-Ferrand, le second à Lyon jusqu'en 1942. Il est toujours chargé de l'actualité sociale, tenant ainsi la chronique « La Semaine sociale » dans le Petit Journal. Il met en valeur dans ce journal les SPF et souligne en 1941 que leur programme préfigurait les aspects sociaux de la Révolution nationale du maréchal Pétain (collaboration des classes sociales, justice sociale, profession organisée). Il célèbre les mérites de la Charte du travail du 4 octobre 1941 dans Le Figaro. 
Il est désigné en janvier 1941 membre du comité provisoire du Rassemblement pour la Révolution nationale, organisme concurrent de la Légion française des combattants, qui devait réfléchir à la mise en place d’un mouvement de masse visant à « assurer au nouveau régime ses assises et briser l’activité renaissante de certaines organisations [le PCF]», mais qui n’eut qu’une existence éphémère. Il est nommé sous le nom de Pierre Forest et présenté comme un ancien ouvrier métallurgiste. C'est La Rocque qui a cité son nom, comme il y a fait entrer d'autres membres du PSF comme Pierre de Léotard ou Charles Vallin,. 
En mai 1942, sous le pseudonyme de Pierre Forest, il est nommé par le régime de Vichy co-animateur et co-directeur d'une nouvelle émission de radio de la Radiodiffusion nationale, Radio-travail, avec Désiré Puel, benjamin du Conseil national, militant ouvrier du Tarn, collaborateur du Midi socialiste, chargé de la liaison des Syndicats professionnels français en zone libre en 1941, proche du PSF et du Petit Journal. L'émission est diffusée dans les premiers temps trois fois par semaine pendant une dizaine de minutes, chaque lundi, mercredi et samedi à 19 h 50, puis moins souvent, plus irrégulièrement et à d'autres horaires à partir de la fin de l'année 1942. Elle a comme indicatif la chanson P'tit Quinquin. Puel et Forest y commentent les lois sociales, notamment la Charte du travail, donnent des renseignements pratiques, demandent aux travailleurs d'« oublier les luttes et les divisions du passé », donnent la parole à des syndicalistes et à des patrons qui prônent la collaboration des classes, tel Jean Mersch du Centre des jeunes patrons, décrivent la vie des travailleurs français en Allemagne. 
Il préside alors l'Association des journalistes de la presse sociale, qui collabore avec le gouvernement et avec des syndicalistes ralliés à Vichy, issus de la CGT ou des Syndicats professionnels. En février 1943, Forest est présenté avec les journalistes de son association au maréchal Pétain et à Pierre Laval. Cette association est soutenue financièrement par le gouvernement de Vichy.

### Depuis 1945
Il collabore après la Seconde Guerre mondiale à l'hebdomadaire catholique Temps présent (il interviewe en 1945 pour ce périodique le dirigeant du PCF Maurice Thorez), à France-Soir tout en demeurant rédacteur au Figaro. Il fait d'ailleurs partie de l'équipe de cinq journalistes qui, autour de Pierre Brisson, permettent au Figaro d'obtenir l'autorisation de reparaître à la Libération. En 1970, la justice reconnaît à ces cinq journalistes (Jacques de Lacretelle, Louis-Gabriel Robinet, Marcel Gabilly, Louis Chauvet et Hamelet), bénéficiaires de l'autorisation de paraître, de se déclarer fondés, en application de la loi du 21 février 1947, à s'opposer à l'utilisation du titre du journal sans leur concours ou leur assentiment.
Il devient le responsable du service économique et social de ce journal de 1950 jusqu'à sa retraite en 1974. Jean-François Brisson, le fils de Pierre Brisson, qui a travaillé au Figaro, livre ce témoignage : « Michel Hamelet, un des anciens « Lyonnais », socialiste de coeur, inscrit symboliquement à la SFIO, veillait sur la vie sociale et le syndicalisme, apportant un utile contrepoids « de gauche » à la réputation tenace de conservatisme faite au Figaro ». François Mauriac le présente aussi comme un « socialiste ». 
Il est un membre fondateur en 1965 de la Société des rédacteurs du Figaro et fait partie de son conseil d'administration, dont il démissionne par solidarité avec Raymond Aron en 1966.
Jean d'Ormesson l'évoque non sans sous-entendus dans Je dirai malgré tout que cette vie fut belle (2016), alors qu'il mentionne les débuts de la campagne électorale pour l'élection présidentielle de 1974 et qu'il est à cette date le directeur du Figaro : 

« La rédaction s'agitait. Conduite par Michel-P. Hamelet, une délégation vint me trouver. Membre du fameux groupe des Cinq, Hamelet était un curieux personnage. Très actif, assez vif, plutôt sympathique, il avait dû jadis être assez bien physiquement. Le bruit courait qu'il avait été introduit au Figaro par François Mauriac qui serait tombé sur lui le long des quais de Marseille. Et qu'il entretenait des liens étroits et lucratifs à la fois avec la Roumanie communiste de Ceaușescu et avec plusieurs grandes entreprises françaises. A défaut d'un appui ouvert à François Mitterrand, il venait réclamer, au nom de la liberté de la presse, une stricte neutralité du Figaro dans la campagne qui s'ouvrait. Je lui répondis que la liberté de la presse ne consistait pas à pousser L'Humanité vers la droite ou le Figaro vers la gauche, ni même à les confondre dans une commune neutralité. La liberté de la presse permettait à L'Humanité d'être un organe de gauche et au Figaro d'être un journal de droite. »

Membre du conseil de surveillance du Figaro depuis l'arrivée du nouveau propriétaire, Robert Hersant, il en est le vice-président, puis en 1993 le président d'honneur. Avec Jacques de Lacretelle, Louis Chauvet et Marcel Gabilly, Hamelet a critiqué Hersant lorsque ce dernier, candidat dans la sixième circonscription des Hauts-de-Seine, s'est servi du journal en février 1978 pour adresser son manifeste électoral car « une telle pratique non seulement ravale le Figaro au niveau d'un bulletin électoral local, mais elle nous paraît constituer, de plus, une grave atteinte aux principes et accords signés par vous qui régissent l'utilisation du titre ».
Il a été membre fondateur et membre du comité directeur de l'Association des journalistes de l'information syndicale. Chevalier de la Légion d'honneur en février 1950, il est promu officier en 1972.
Il est à sa mort le dernier des « barons » de « l'équipe Brisson » du Figaro.

#### Des liens avecGeorges AlbertinietClaude Harmel
Une partie de ses renseignements sur la CGT et le Parti communiste viennent après 1945 de l'officine anticommuniste de Georges Albertini et Claude Harmel, et notamment d'Henri Barbé,,. Avec Harmel, il fait partie des fondateurs de l'Association pour la liberté économique et le progrès social (ALEPS) en 1966,. 
En 1971, la Confédération générale du travail (CGT) évoque André Bergeron, le leader anticommuniste du syndicat Force ouvrière (FO), interviewé par Hamelet dans Le Figaro: « Bergeron se livre, dans le Figaro, à une nouvelle attaque bassement politique contre la C.G.T., sans trouver un seul mot pour dénoncer la politique antisociale du pouvoir et des patrons. Cette attitude lui vaut, naturellement, les louanges de M.-P. Hamelet, bien connu pour ses sentiments anticommunistes et antisocialistes ».

#### L'affaire Marty en 1952-1955
Il a été mêlé à l'exclusion d'André Marty du Parti communiste en 1952. Ce dernier, en 1955, le dénonce comme un sous-marin communiste, qui aurait adhéré au parti en 1937 et aurait été proche de certains dirigeants du parti dans les années suivant la Libération,. Hamelet nie ces affirmations mais n'attaque pas Marty en justice pour diffamation.

#### La guerre d'Algérie
Il est mêlé à la divulgation d'une des toutes premières affaires de torture pendant la guerre d'Algérie. Le 10 octobre 1956, il publie dans Le Figaro un reportage intitulé « J'ai vu les torturés d'Oran ». Il fait référence à des militants et syndicalistes arrêtés dans cette ville dans le cadre des opérations contre un réseau communiste et qui auraient été torturés par des policiers. Il a accompagné auparavant à Oran un inspecteur, chargé par Robert Lacoste d'enquêter sur les accusations de torture portées notamment par Claude Bourdet dans France-Observateur et par d'autres journaux de gauche comme L'Humanité, Le Monde, L'Express, Franc-tireur. Hamelet publie les détails de l'enquête dans son article. S'il minimise les faits et souligne les doutes, son reportage fait scandale et suscite en partie l'envoi d'une enquête parlementaire. Il est interrogé par sept parlementaires, qui entendent aussi François Mauriac, Barrat et Madeleine Jacob avant de se rendre en Algérie. Leur rapport, publié en mars 1957, nie tout acte de torture,,.
En 1959, il signe une pétition lancée par Jean Cassou, cosignée par d'autres journalistes, des syndicalistes, des intellectuels comme Albert Camus, des avocats, protestant « contre les procédés qui éloignent chaque jour davantage la conclusion de la guerre d'Algérie, l'apaisement des esprits et l'établissement des conditions meilleures et durables de vie et de progrès pour l'Algérie ».

#### Hamelet et la Roumanie de Ceausescu: un agent d'influence d'une dictature communiste?
Ses articles et ses livres, dans les années 1970 et 1980, vantent la Roumanie du dictateur communiste Nicolae Ceaușescu alors qu'il travaille pour un journal classé à droite. Il a séjourné de nombreuses fois dans ce pays. Le Monde juge ainsi que « le caractère quasi apologétique (de sa biographie de 1970), venant d'un journaliste du Figaro, a de quoi surprendre un peu ». Cette biographie du dictateur est aussi publiée en Roumanie en 1971. Daniel Trinquet, dans Une presse sous influence, le cite : « Rien de ce qui est humain ne laisse (Ceaușescu) indifférent. Cet humanisme passionné d'un communiste de la deuxième génération m'apparaît de plus en plus comme l'annonce d'une nouvelle époque » (1971). Ou encore : « Les idées, les suggestions du président Ceaușescu sont embrassées avec intérêt et avec un égal enthousiasme par les Roumains » (1984). Et encore dans ses mémoires en 1987 : « Sur place, en enquêtant sans aucune contrainte, la réalité dément les manipulations de certains médias français et les affirmations de dissidents plus ou moins investis par une filière de désinformation dont on peut situer très à l'Est l'origine ainsi que le véhicule, via Londres ». Son cas est aussi cité par Thierry Wolton dans Le KGB en France (1986), par Denis Buican dans Dracula et ses avatars (Éd. de l'Espace européen, 1991), par Adrian Cioroiabu dans Ce Ceauşescu qui hante les Roumains : le mythe, les représentations et le culte du dirigeant dans la Roumanie communiste (Éditions Curtea Veche, 2004), dans plusieurs ouvrages roumains. Il est évoqué par l'exilé roumain Matei Cazacu, qui souligne le refus du Figaro, comme d'autres journaux, de publier ses articles moins hagiographiques.

#### Rapports avec le SDECE
Il aurait été un honorable correspondant du Service de documentation extérieure et de contre-espionnage et aurait fréquenté par ce biais des hommes du milieu comme Jo Attia.

## Publications
- Pierre Forest, « Le syndicalisme, défense ou menace de la liberté », dans Collectif, La France veut la liberté, Plon, 1938, 247 p.
- Michel-Pierre Hamelet, Révolution dans l'entreprise : pour ou contre la participation. Une enquête auprès des syndicats et du patronat, Paris, J. Didier, 1968, 63 p.
- Ibid., Nicolae Ceausescu : présentation, choix de textes, Paris, Seghers, 1970, 191 p.
- Ibid., La Vraie Roumanie de Ceauşescu, Genève-Paris, Nagel, 1983, 183 p., préface d'Alain Poher, président du Sénat
- Ibid., Un Prolétaire au Figaro : de Pierre Brisson à Robert Hersant, Paris, Grasset, 1987, 407 p.
- Ibid., Trop tard, Léonard, Paris, Ed. du Dauphin, 1990, 162 p. (roman)